# John Palacio
John Palacio, född 24 april 1967, är en friidrottare från Belize. Han deltog vid olympiska sommarspelen 1992.